# 나이토 고난
나이토 고난(일본어: 内藤 湖南, 1866년 8월 27일~1934년 6월 26일)은 일본의 동양사학자이다.
본명은 도라지로(虎次郎)이며, 자는 헤이케이(炳卿)이다. 고난(湖南)은 그의 호이며 별호는 흑두존자(黒頭尊者)이다. 시라토리 구라키치와 함께 전전을 대표하는 동양학자이다. 전전의 야마타이국 논쟁, 중국의 당송변혁 등 당송변혁시대구분논쟁 등으로 학계를 이분하였다.

## 생애

### 교토 상경까지
1866년 무쓰국 게마나이정(오늘날 아키타현 가즈노시 도와다게마나이(十和田毛馬内))에서 난부번(南部藩) 번사(藩士)인 나이토 조이치(内藤調一, 호는 주완(十湾), 1832-1908)와 요코(容子)의 차남으로 태어났다. 아버지 주완은 절충학파(折衷学派)에 속하였다.
6세에 『대학』(大学)을 4개월만에 떼고, 7세에 『이십사효』(二十四孝)와 사서(四書)를 익혔으며, 13세에는『일본외사』(日本外史)를 통독하였으며, 시를 짓기 시작하였다. 친구나 세간 평판 역시 '학문을 잘 해도 잘난 체 하지 않고 싸움은 한 번도 한 적 없다. 기특한 아이다'라고 했다. 아키타사범학교(秋田師範学校) 이학 후에도 혼자 기독교 교회에 다녔으며, 미국인 선교사 갈스트 스미스에게 『만국사』(万国史) 등을 배웠다.
1884년, 아키타사범학교를 4년 과정을 2년반만에 졸업하고, 10대에는 쓰즈레코소학교(綴子小学校)의 실질적인 교장인 주석훈도(主席訓導)가 되었다.

### 언론 활동
1887년 교토에 상경하여 오우치 세이란(大内青巒)의 불교잡지 「명교신지」(明教新誌)의 편집에 종사하였고, 이어서 세이란의 「만보일람」(万報一覧)과 「대동신보」(大同新報)의 기자를 한 후에, 국수주의 성향의 세이쿄샤(政教社)에 입사, 기관지 「일본인」(日本人), 「아세아」(亜細亜, 「일본인」의 대리 잡지)의 편집을 더하였다. 이후 「미카와신문」(三河新聞)과 「오사카아사히신문」(大阪朝日新聞), 「대만일보」(台湾日報), 「만조보」(万朝報) 등의 편집으로 이름을 떨쳤다. 러일전쟁에서는 개전론을 주장했다.

### 교토제국대학
10년간 저널리스트로 근무한 이후, 1907년 학생모집을 시작한 교토제국대학 문과대학 사학과의 동양사학강좌 강사로 취임하고 1909년 교수로 되었다. 강사가 된 후, 동양사 담당강좌에 햇수로 20년을 일했고, 동료 가노 나오키와 구와라 지쓰조(桑原隲蔵)와 함께 「교토지나학」(京都支那学)을 형성, 교토대학의 학보(学宝)로 칭해졌다.
1910년, 교수 재임 기간이 1년이 되었기에, 가노 나오키 총장의 추천으로 문학박사가 되었다. 주요 저서 중 하나인 『청조사 통론』(清朝史通論)은 그의 박사호가 관습에 의거한 것이었기 때문에, 스스로 박사논문에 상당하는 논고를 써야 한다고 결의하고 집필한 것이어서 이 논문 자체는 박사학위 논문은 아니다.
도쿄제국대학의 시라토리 구라키치와는 '동쪽의 시라토리 구라기치, 서쪽에는 나이토 코난'이라고 칭해졌으며, 또한 '실증학파의 나이토 코난, 문헌학파의 시라토리 구라키치'라고도 병칭되었다. 특히 야마타이국의 소재지를 둘러싼 논쟁에서는 야마타이국 기나이설을 주장, 야마타이국 규슈설을 제창한 시라토리와 큰 논쟁을 벌였다.

### 만년
1926년, 대학 60세 정년제에 따라 교토제국대학을 은퇴하였고 제국학사원에 선출되었다. 은퇴 후는 교토부 베하라촌(瓶原村, 현재 기즈가와시)에 은거하여 독서와 저서의 나날을 보냈다.
1934년 6월 26일 사망했다. 묘지는 교토 히가시야마구의 호넨인(法然院)이다.

## 영전
위계(位階)
- 1924년 2월 15일 종사위(従四位)[6]

훈장 등
- 1924년 2월 23일 - 훈삼등서보장(勲三等瑞宝章)[7]

## 학설

### 당송변혁론
사론의 대표적인 것으로 독특한 문화사관에 근거, 중국사 시대구분을 당과 송 사이를 크게 시대 구분하는 것을 당송변혁론이라고 한다. 나이토는 진한시대를 상고(上古)로 규정, 후한부터 서진 사이를 제1차 과도기로 보았고, 오호십육국시대부터 당 중기까지를 중세로 보았다. 그리고 당 후기부터 오대십국시대를 제2차 과도기로 하였으며, 이 시대를 크게 사회가 변용하였다고 보았다.
이 설은 나이토 사후 미야자키 이치사다(宮崎市定) 등의 차세대 교토학파가 발전시켰고, 송 이후 중세설을 제창하는 역연파(歴研派, 歴史学研究会)와의 시대구분논쟁이 전개되었다.

### 오닌의 난의 일본사에서의 의의
1921년 강연인 〈오닌의 난에 관하여〉에서는 "일체 다른 류의 시합이라고 하기에, 조금도 나의 전문에 관계하지 않는 것입니다"라고 다소 도발적인 서론을 말하면서도 "대체로 오늘 일본을 알기 위해 역사 연구하는 것에는 고대 역사를 연구할 필요는 거의 없습니다. 오닌의 난 이후의 역사를 알고 있으면 그걸로 족합니다. 그 이전의 일은 외국의 역사와 같은 정도로 밖에 느껴지지 않습니다만, 오닌의 난 이후는 우리의 진실한 신체 골육에 직접 닿는 역사이어서, 이를 진실로 알고 있으면 그것으로 일본의 역사는 충분하다고 말해도 되는 것입니다"라고 발언한 바 있다. 이 발언은 일본중세사를 논할 때에 자주 인용되고 있다.

## 에피소드
- 일본 센고쿠시대 무장 나이토 쇼호(内藤昌豊)의 자손이라는 가계 전승을 가지고 있으며, 코난은 아버지 주완의 명으로 나가시노 전투가 있었던 옛 전장터의 쇼호의 무덤을 방문한 적이 있다고 한다.[12]
- 코난을 교토제국대학 교수로 하겠다는 결단을 내린 사람은 당시 학장 가노 고키치(狩野亨吉)였으나, 문부성(에서 이에 대하여 난색을 표하였다. 아키타사범학교 전신 아키타현 전습학교(伝習学校) 졸업이라는 학력이 문제가 되었던 것이다. 이때 '부처님도 공자님도 학력 없는 인간은 (교토제국대학 교수로서) 인정하지 않는다'라고 하여 문부성측은 말하였다고 들었으나, 가노가 마침내 '나이토를 쓰지 않으면 나도 관둔다'라고 밀어부쳤다고 한다(이즈음 쌍방의 교환에 대한 설이 여러 있으나 발언 내용은 조금씩 다르다).
- 강의할 때 목소리가 매우 아릅다워 금성옥진(金声玉振)이란 이런 것인가라고 제자인 가이즈카 시게키(貝塚茂樹)가 회상한 바 있다.
- 본명 '도라지로(虎次郎)'는 아버지 주완이 요시다 쇼인에 심취하였기 때문에, 쇼인의 통칭인 '도라지로(寅次郎)'에서 이름을 따왔다. 주완은 실제로 쇼인을 만난 적이 있다. 또한 아버지 호 '주완(十湾)'과 아들 호 '고난(湖南)' 모두 인근의 도와다호(十和田湖)로부터 따온 것이다.
- 1884년 주석훈도로 근무한 쓰즈레코소학교(綴子小学校)는 주완 등이 난부번(南部藩)의 병사가 18년전 보신전쟁 중 아키타전쟁(秋田戦争)에서 전투를 수행, 민가를 태우고 철수한 츠즈레코손(綴子村, 현재 아키타현 기타아키타시北秋田市)에 있다. 보신전쟁과 그 피해는 생생히 민중 사이에 남아 있다. 그러나 코난은 과외로 여어를 가르치고 교과서도 없는 이과 실험 등을 하는 등 신교육을 베풀어 촌민의 신뢰를 받았다고 전한다. 코난을 발탁한 가노는 아키타전쟁에서 아버지가 일한 낙성 직전의 다이칸조(大館城)에서 떠나, 누이에게 엎혀 간신히 목숨만 부지하고서 히로사키번으로 도주한 적 있다.
- 쓰즈레코소학교는 아키타에서 가장 오래된 사설학교인 나이칸주쿠(内館塾)의 후신 소학교이다. 나이칸주쿠에는 한냐인에센(般若院英泉)이나 미야노 쓰기토모(宮野尹賢) 등이 남긴 고문서가 다수 남아 있었다. 나이토 고난은 이런 고문서를 연구하였다고 한다.또한 식비 이외는 봉급의 전부를 신간 도서나 잡지 구입에 들여서 신지식을 흡수했다.
- 기억력이 좋고 친구와 지인의 장서에도 정통하였으며, 필요하면 전화를 친구에게 걸어 '너희집 어떤 서가의 몇번째 단의 이러이러한 책 몇 페이지 즈으메 이러한 것이 쓰여 있는 것 같은데 조금 조사해 두었으면 하네'라는 방식으로 부탁하는 경우가 종종 있었다고 한다.[13]

## 전집
- 『内藤湖南全集』 神田喜一郎・内藤乾吉編（전14권 : 筑摩書房, 1969 - 1976, 복간 1996 - 1997.）

1. 近世文學史論, 諸葛武侯, 淚珠唾珠, 雜纂
2. 燕山楚水, 續淚珠唾珠 등
3. 「大阪朝日新聞」所載論説-1900년 8월부터 1906년 4월까지
4. 續「大阪朝日新聞」所載論説 雜文, 時事論-메이지시기부터 만년까지
5. 續 時事論, 清朝衰亡論, 支那論, 新支那論
6. 雜纂, 序文, 旅行記, 韓國東北疆界攷略, 滿洲寫眞帖
7. 研幾小錄, 一名支那學叢考, 讀史叢錄
8. 東洋文化史研究, 清朝史通論
9. 日本文化史研究, 先哲の學問
10. 支那上古史, 支那中古の文化, 支那近世史
11. 支那史學史
12. 目睹書譚, 支那目錄學 등
13. 支那繪畫史[14], 繪畫史雜纂
14. 湖南文存, 湖南詩存, 和歌, 書簡, 索引 등

## 저작(최근 간행)
- 『日本文化史研究』（講談社 〈講談社学術文庫〉上・下、初版1976年、解説 桑原武夫）중판(重版) 다수
- 『先哲の学問』（筑摩書房 〈ちくま学芸文庫〉、2012年、解説 佐藤正英）[15]
- 『清朝史通論』（平凡社 〈東洋文庫〉、1992年）。『清朝衰亡論』を併録
- 『支那史学史』（平凡社 〈東洋文庫〉全2巻、1993年）。各・オンデマンド版2008-2009年
- 『東洋文化史』（中央公論新社 〈中公クラシックス〉、2004年、解説 礪波護）[16]
- 『支那論』（文藝春秋 〈文春学藝ライブラリー〉[17]、2013年）、『新支那論』を併録
- 『中国近世史』（岩波書店 〈岩波文庫〉、2015年、解説・注 徳永洋介）
- 『内藤湖南 未収録文集』（内藤湖南研究会編、発行：河合文化教育研究所／販売：河合出版、2018年）。전집에 미수록된 327편

## 관련문헌
- 青江舜二郎 『竜の星座　内藤湖南のアジア的生涯』 아사히 신문사 1966年／中公文庫 1980年
  - 新版『アジアびと・内藤湖南』 지지 통신사 1971年
- 千葉三郎 『内藤湖南とその時代』 国書刊行会 1986年
- 加賀栄治 『内藤湖南ノート』 東方書店 1987年
- ジョシュア・フォーゲル 『内藤湖南－ポリティックスとシノロジー』 井上裕正訳、平凡社〈テオリア叢書〉1989年
- 『内藤湖南の世界 アジア再生の思想』 内藤湖南研究会編、河合文化教育研究所 2001年。谷川道雄ほか全8名の論考
- 粕谷一希 『内藤湖南への旅』 藤原書店 2011年
- 『内藤湖南とアジア認識』 山田智・黒川みどり編、勉誠出版 2013年。他に田澤晴子・與那覇潤・松本三之介ら全7名の論考
- 高木智見 『内藤湖南　近代人文学の原点』 筑摩書房 2016年 - 生誕150年記念出版

### 최근 논고・회상
- 杉村邦彦 『書苑彷徨　第三集』 二玄社、1993年 - 「書簡を通して見た湖南先生の人と学芸」
- 礪波護 『敦煌から奈良・京都へ』 法藏館、2016年 - 「第4部　先学の顕彰　内藤湖南の学風 ほか」
- 岡本隆司 『近代日本の中国観』 講談社選書メチエ、2018年 - 「第3章　内藤湖南－「近世」論と中国社会」
- 『東方学回想 I 先学を語る〈1〉』 刀水書房、2000年 - 門下生達の座談会での回想
- 増淵龍夫 『日本の近代史学史における中国と日本　津田左右吉と内藤湖南』 リキエスタの会、2001年 - 冊子

### 자료
- 장서 약 33,000권은 간사이대학 도서관에 소장되어 있으며, 1986년부터 1996년에는 장서목록 「나이토문고 한적(고간고초)목록(内藤文庫 漢籍古刊古鈔目録)」 및 「나이토문고 리스트」(전5책)이 발행되었다.
  - 『内藤湖南と清人書画』, 陶徳民編, 「東西学術研究所資料集刊」, 간사이대학 출판부, 2009.
  - 陶徳民, 『もう一つの内藤湖南像 関西大学内藤文庫探索二十年』, 간사이대학 출판부, 2021.
  - 『内藤湖南の人脈と影響』, 陶徳民編, 「東西学術研究所資料集刊」, 간사이대학 출판부, 2022.
  - 이외에 오사카시립대학에도 구장서 5,892권의 '나이토문고'가 소장되어 있다.
- 朱琳, 「中国史像と政治構想　内藤湖南の場合(一)~(五)」, 『国家学会雑誌』123권 9・10호 ~ 124권 5・6호(5회 연재), 国家学会, 2010.10.~2011.6.
- 『内藤湖南敦煌遺書調査記録 影印』(正・続), 玄幸子・高田時雄編, 「東西学術研究所資料集刊」, 간사이대학 출판부, 2015~2017.
- 于伝鋒, 『中国からみた内藤湖南思想研究』, 風詠社, 2021.
- 『ビデオ 学問と情熱6　内藤湖南』, 奥村郁三監修, 紀伊國屋書店, 1998.(염가판 DVD, 2011）
- 「内藤湖南生誕の地 毛馬内を訪ねて」 보관됨 2022-01-20 - 웨이백 머신 교토 노트르담 여자대학 教員紹介(岡村敬二)

## 같이 보기
- 중국학
- 동양학
- 교토학파

## 참고문헌
- 秋田市, 편집. (1998년 3월 31일), 〈文芸・芸能編〉, 《秋田市史》 第十四, 秋田市
- 三田村泰助 『内藤湖南』 中公新書 1972年 - 弟子による回想評伝